# Пихта Нордмана
Пи́хта Но́рдмана, пихта Но́рдманна, или пихта кавка́зская (лат. Ábies nordmanniána), — вид деревьев рода Пихта (Abies) семейства Сосновые (Pinaceae). Названа по имени Александра фон Нордмана (1803—1866) — профессора ботаники Гельсингфорского университета, заведующего Одесским ботаническим садом.

## Распространение и экология
Природный ареал — горы восточного Причерноморья: Турция, Грузия, Северный Кавказ, северная Армения и северо-запад Азербайджана. Требовательна к влажности воздуха и мягкости зим, к летнему теплу, а также к увлажнению и плодородию почвы. Чрезвычайно теневынослива во всех возрастах, а в молодом (особенно первые годы жизни) — очень тенелюбива (предпочтительны тень или полутень). Подросшие деревья со сформировавшимися густыми кронами хорошо развиваются и при полном солнечном освещении.
По данным Любови Васильевой и Леонида Любарского древесина поражается трутовиком Гартига (Phellinus hartigii).

## Ботаническое описание
Дерево высотой 50 (60) метров, со стволом до 1,5—2 метров в диаметре. Крона узкая, конусовидная, низко опущенная. Ветроустойчива. В молодом возрасте верхушка кроны острая, в старом — притуплённая. За исключением первых 8—10 лет быстрорастущая пихта. Корневая система поверхностная, дающая уходящие глубоко вниз ответвления. Стержневой корень развит слабо, углублён до 1,5 (2) метра.
Кора на молодых побегах блестящая, жёлто-зелёная или светло-коричневая до буро-красной, позднее гладкая, серая. С 80 лет кора с продольными трещинами, в старости серо-бурая, глубоко-бороздчатая.
Почки яйцевидно-конические, буро-красные, почти без смолы. Хвоя 15—40 мм длиной, 1,5—2,5 мм шириной. Сверху тёмно-зелёные, снизу с двумя белыми полосками. На вершине округлые или двураздельные. Опадает на 9—13 год.
Цветение в начале мая. Образует шишки 12—20 см длиной, 4—5 см шириной, сначала зелёные, позже тёмно-коричневые. Шишки распадаются в ноябре. Семена 8—12 мм длиной, крыло блестящее жёлто-коричневое, или коричневое, клиновидной формы, 20—25 мм длиной. Всхожесть низкая. Урожайные года через год. Свободно растущие деревья начинают плодоносить в 30—40 лет, в насаждениях с 70 лет.
Продолжительность жизни до 500 лет. Древесина по внешнему виду не отличается от древесины пихты сибирской.

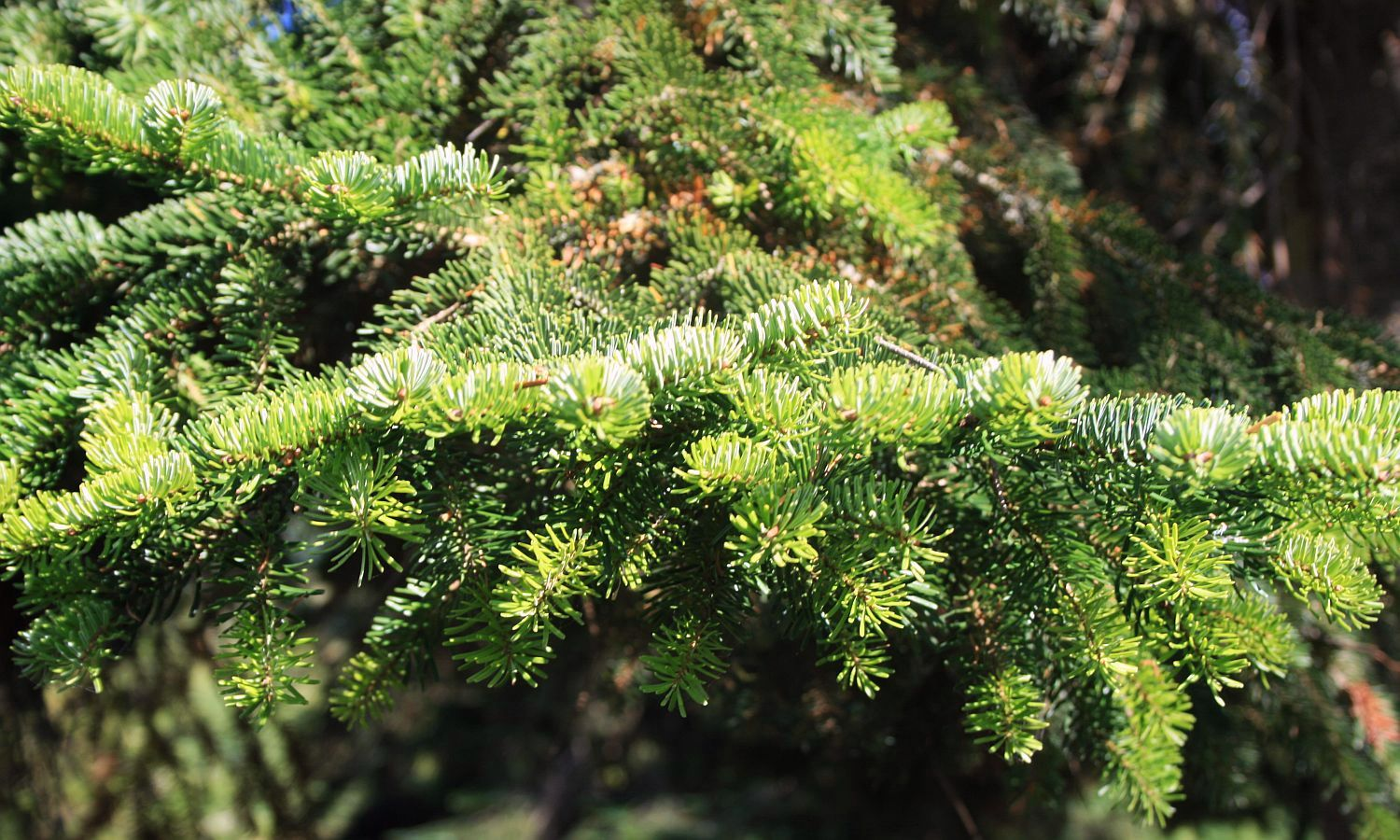
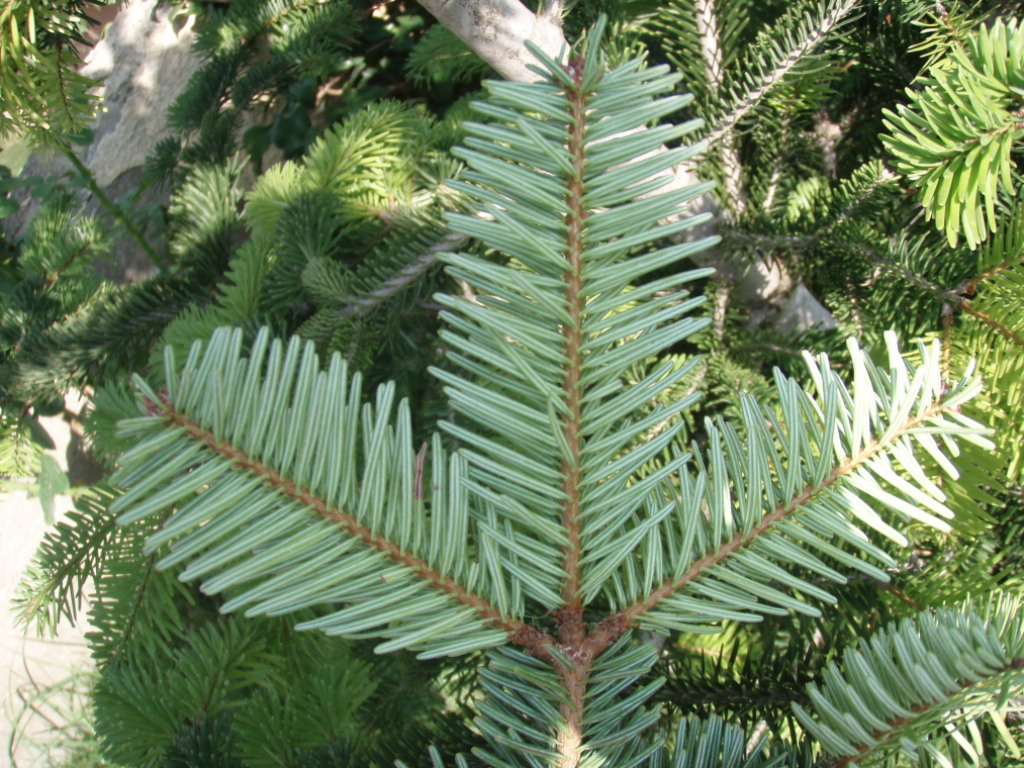
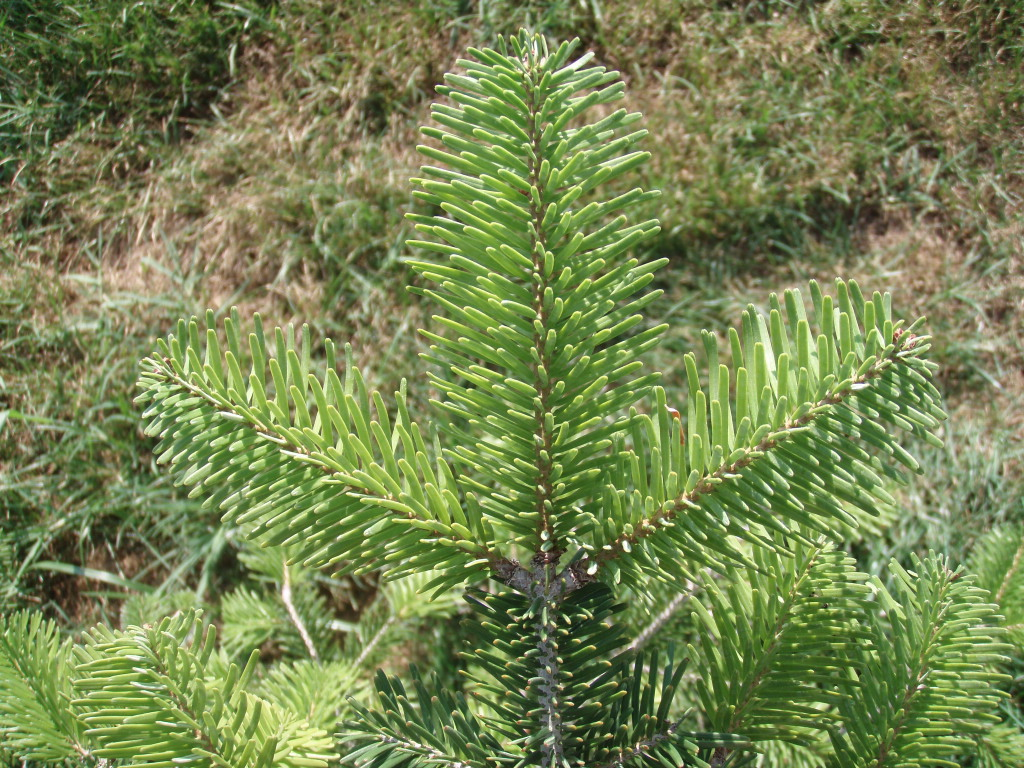
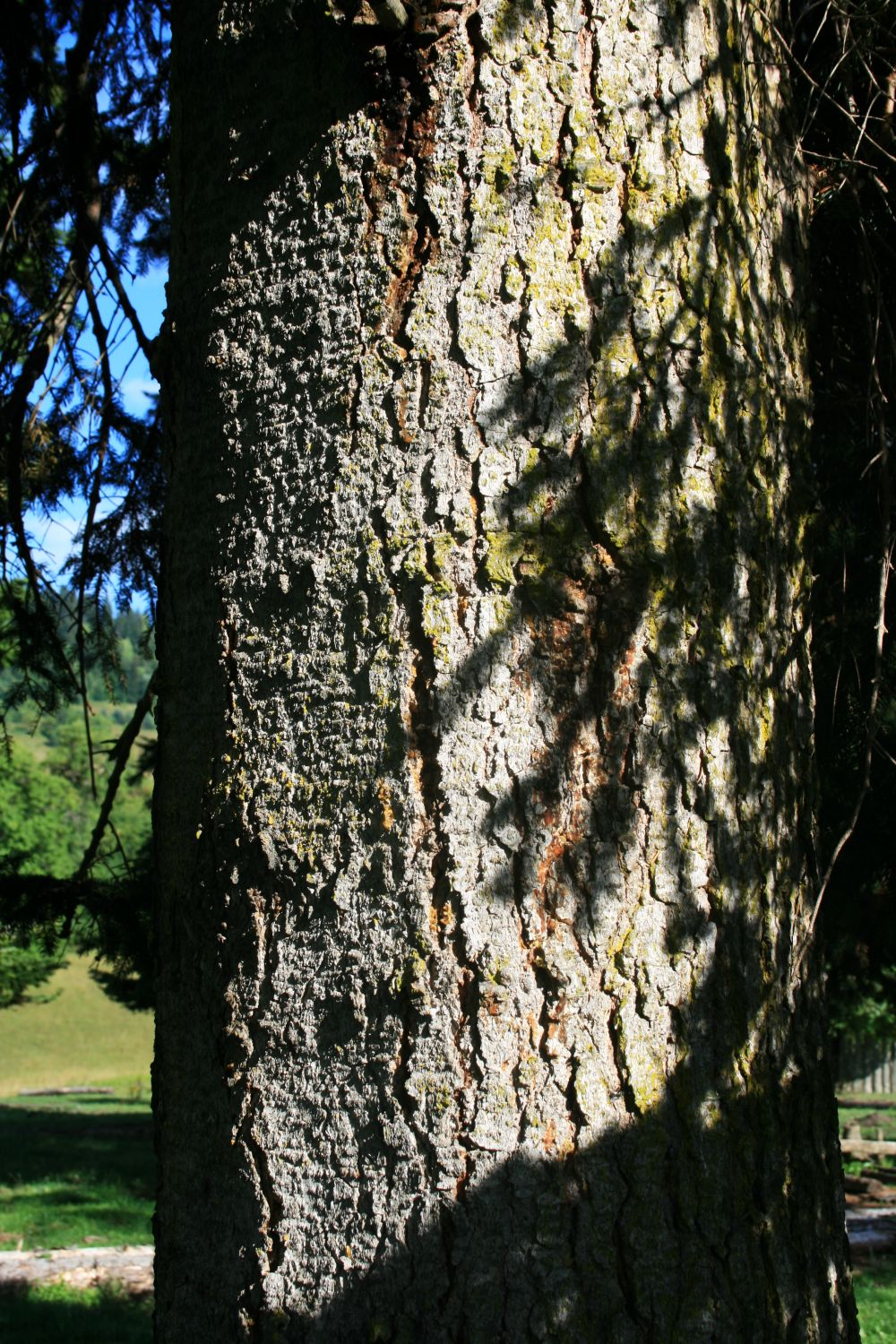
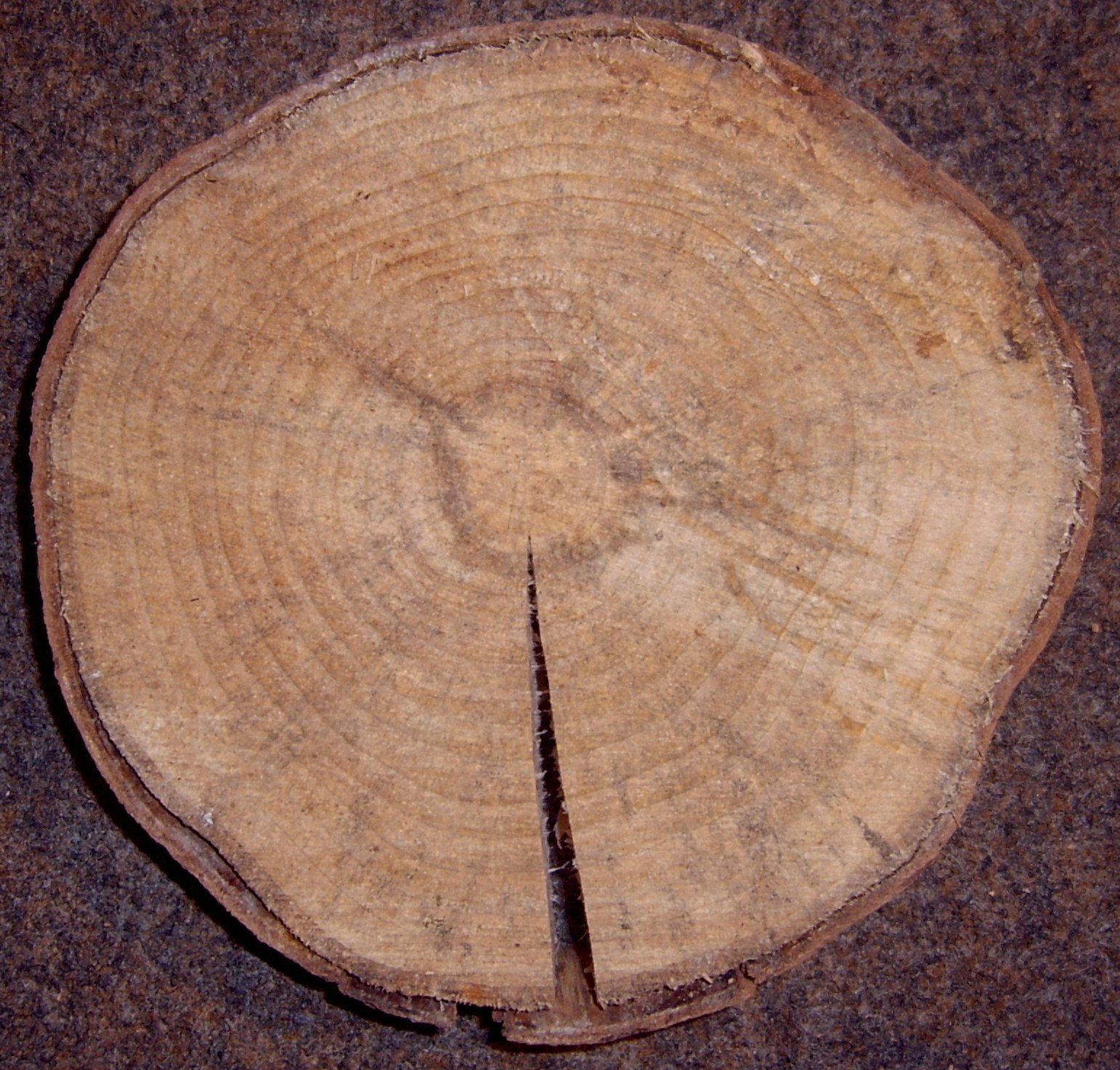

## Известные сорта
- 'Golden Spreader' — карликовый медленно растущий сорт с характерным углублением в середине кроны. За 10 лет достигает высоты около 1 м и такого же диаметра. Хвоя около 2 см длиной, сверху блестящая, золотисто-жёлтая, снизу матовая, жёлто-белая. Зоны морозостойкости: от 7а до более тёплых. Используется для альпинариев и альпийских горок в южных регионах[11].
- 'Jadwiga' — один из наиболее быстрорастущих гибридов, выведенный в питомнике Яна Грабчевского. Дерево, достигающее больших размеров. Хвоя очень длинная, тёмно-зелёная, снизу ярко-белая. Зоны морозостойкости: от 5 до более тёплых. Крона очень густая, регулярная.
- 'Pendula' — медленно растущее дерево с узкой кроной. Хвоя сочно-зелёная. Сорт неустойчив, нуждается в защищённом месте и влажном воздухе. Зоны морозостойкости: от 7 до более тёплых. Рекомендуется для коллекций и небольших участков.

## Хозяйственное значение и применение

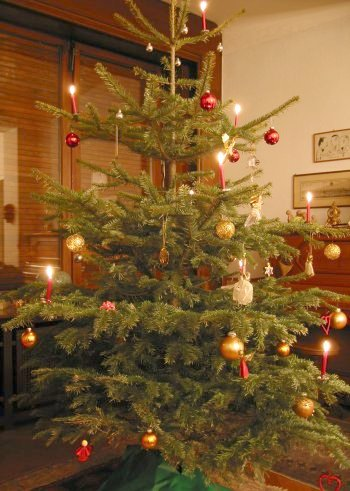

Один из самых распространённых видов, используемый в качестве рождественского дерева в Европе — в крупнейшем экспортёре Дании произрастает около 100 млн деревьев, из них 5 млн идёт ежегодно на экспорт. В Германии продаётся около 27 млн деревьев.
Образует чистые и смешанные (с буком) леса очень высокой производительности (700—1300, иногда 2500 м³ древесины с гектара насаждений). Однако основное значение этих лесов — почвозащитное и водоохранное.
В коре и «лапке» (охвоенных ветках) содержится эфирное масло, а в хвое также аскорбиновая кислота.

## Культивирование
По декоративности лучше пихты европейской, за счёт более пышного и густого охвоения и опущенной до земли кроны.
Успешно культивируется в Белоруссии, Великобритании, Германии, Франции, на Украине (Полтавская и Запорожская области), на Черноморском побережье Кавказа, южном берегу Крыма. В Белоруссии и на Украине слегка подмерзает. В Санкт-Петербурге растёт плохо (в 25-летнем возрасте достигла высоты только 4,4 м). В Москве обмерзает выше снегового покрова.
Во Всеволожском районе Ленинградской области пихта Нордмана в возрасте 18 лет выросла до 5 метров. Раз в четыре года при морозе более −32…−33°С подмерзает хвоя, которая весной осыпается. Почкам мороз не страшен.

## Таксономия
Abies nordmanniana (Steven) Spach Histoire Naturelle des Végétaux. Phanérogames 11: 418 Архивная копия от 27 января 2022 на Wayback Machine. 1842.

### Синонимы
По данным The Plant List:
- Abies leioclada Steven ex Gordon
- Abies nordmanniana f. aurea Beissn.
- Abies nordmanniana var. leioclada (Steven) Czeczott
- Abies nordmanniana subsp. nordmanniana
- Abies nordmanniana f. pendula (M.Young) Beissn.
- Abies nordmanniana f. robusta Beissn.
- Abies nordmanniana f. tortifolia Rehder
- Abies nordmanniana var. tortifolia (Rehder) L.H.Bailey
- Abies pectinata var. leioclada (Steven) Link ex Carrière
- Abies picea var. leioclada (Steven) Lindl. & Gordon
- Picea nordmanniana (Steven) Loudon
- Pinus abies var. leioclada (Steven) Endl.
- Pinus abies var. nordmanniana (Steven) F.Muell.
- Pinus leioclada Steven
- Pinus nordmanniana Steven
- Pinus picea var. leioclada (Steven) Ledeb.